# Robert Manuel
Robert Manuel (7 de septiembre de 1916 - 9 de diciembre de 1995) fue un actor teatral, cinematográfico y televisivo de nacionalidad francesa.

## Biografía
Nacido en París, Francia, su verdadero nombre era Robert Emmanuel Bloch. 
Se inició en la escena 1934, a los 19 años de edad, con un papel en Fragonard, una comedia musical de Gabriel Pierné y André Rivoire. Dos años después ingresó en la Comédie-Française, compañía de la cual fue miembro entre  1948 y 1962, interpretando principalmente teatro de Molière antes de ser nombrado miembro honorario.
Su inicio en el cine tuvo lugar en 1935 con un pequeño papel en un film de Jean de Limur, La Petite Sauvage. A lo largo de su trayectoria, trabajó con directores como Sacha Guitry, Julien Duvivier, Jean Meyer, Gilles Grangier, Christian-Jaque, Jules Dassin, Patrice Chéreau, o Alain Resnais, aunque la mayor parte de sus actuaciones consistieron en papeles de reparto.
Durante la ocupación alemana, Robert Manuel, que era judío, fue internado en el campo de concentración de Drancy, donde en septiembre de 1943 participó en la construcción de un túnel ideado para permitir la evasión de la totalidad de los internos.
Su principal actividad como actor fue la teatral, representando principalmente obras de Molière, Georges Courteline, Georges Feydeau o Pierre de Marivaux. Sumó un total de más de 400 obras entre las interpretadas y dirigidas por él, convirtiéndose en una importante y popular figura del teatro francés. Entre 1965 y 1978 dirigió, con Elvire Popesco y Hubert de Malet, el Théâtre Marigny.
Como simple concursante participó en el show televisivo de Pierre Sabbagh L'Homme du XXe siècle. Las preguntas eran esencialmente culturales, y Manuel ganó el premio tras una ardua competición bajo la mirada de un pequeño busto de Molière que él había llevado al programa. Además, entre 1966 y 1985 fue uno de los pilares de la emisión de Sabbagh Au théâtre ce soir, en la cual trabajó, principalmente como escenógrafo, con más de cincuenta obras teatrales.
Manuel tomó con éxito, y de manera casi inesperada (tras la súbita muerte de Darío Moreno) el papel de Sancho Panza junto a Jacques Brel en la mítica comedia musical El hombre de La Mancha. Manuel aprendió y cantó el papel en tres días, una destacable actuación que explica el talento de un artista fuera de lo común.
De un primer matrimonio con Léone Mail, bailarina de la Ópera de París, tuvo dos hijas, ambas miembros sociétaires de la Comédie-Française: Catherine Salviat y Christine Murillo.
Su segunda esposa fue la actriz Claudine Coster, igual que él más dedicada al teatro que al cine. El matrimonio tuvo otros dos hijos: Marie-Silvia Manuel, actriz, autora y directora teatral, que da cursos teatrales en Trappes y en Plaisir, y Jean-Baptiste Manuel, profesor de francés y autor dramático.
Manuel fue alcalde de Roquebrune-sur-Argens desde abril de 1971 a marzo de 1974. El actor fue también un gran coleccionista de bustos y figuras de su autor preferido, Molière.
Robert Manuel falleció en Saint-Cloud, Francia, en 1995. Fue enterrado en el nuevo cementerio de Neuilly-sur-Seine.

## Teatro

### Actor

#### Carrera en laComédie-Française
- Ingreso en la Comédie-Française en 1936
- Miembro número 411 desde 1948 a 1962
- Miembro honorario a partir de 1967

- 1933 : Coriolano, de William Shakespeare, escenografía de Émile Fabre
- 1934 : La Couronne de carton, de Jean Sarment
- 1936 : Barberine, de Alfred de Musset, escenografía de Émile Fabre
- 1938 : L'Âge ingrat, de Jean Desbordes, escenografía de Julien Bertheau
- 1938 : La Comtesse d'Escarbagnas, de Molière
- 1938 : Les Fausses Confidences, de Pierre de Marivaux, escenografía de Maurice Escande
- 1938 : La Dispute, de Pierre de Marivaux, escenografía de Jean Martinelli
- 1938 : Un sombrero de paja de Italia, de Eugène Labiche y Marc-Michel, escenografía de Gaston Baty
- 1938 : Le Médecin volant, de Molière, escenografía de Fernand Ledoux
- 1938 : Cyrano de Bergerac, de Edmond Rostand, escenografía de Pierre Dux
- 1939 : L'Amour médecin, de Molière
- 1939 : Las bodas de Fígaro, de Pierre-Augustin de Beaumarchais, escenografía de Charles Dullin
- 1944 : El enfermo imaginario, de Molière, escenografía de Jean Meyer
- 1944 : Barberine, de Alfred de Musset, escenografía de Jean Meyer
- 1945 : Antonio y Cleopatra, de William Shakespeare, escenografía de Jean-Louis Barrault
- 1946 : Le Voyage de monsieur Perrichon, de Eugène Labiche y Édouard Martin, escenografía de Jean Meyer
- 1947 : Las bodas de Fígaro, de Pierre-Augustin de Beaumarchais, escenografía de Jean Meyer
- 1947 : Ruy Blas, de Victor Hugo, escenografía de Pierre Dux
- 1949 : Las preciosas ridículas, de Molière, escenografía de Robert Manuel
- 1950 : La Robe rouge, de Eugène Brieux, escenografía de Jean Meyer, Comédie-Française en el Teatro del Odéon
- 1950 : La Double Inconstance, de Pierre de Marivaux, escenografía de Jacques Charon
- 1951 : Madame Sans-Gêne, de Victorien Sardou, escenografía de Georges Chamarat
- 1951 : El burgués gentilhombre, de Molière, escenografía de Jean Meyer
- 1952 : Las bodas de Fígaro, de Pierre-Augustin de Beaumarchais, escenografía de Jean Meyer
- 1953 : Monsieur Le Trouhadec saisi par la débauche, de Jules Romains, escenografía de Jean Meyer
- 1953 : Las bodas de Fígaro, de Pierre-Augustin de Beaumarchais, escenografía de Jean Meyer
- 1956 : Le Menteur, de Pierre Corneille, escenografía de Jacques Charon
- 1956 : Crispin rival de son maître, de Alain-René Lesage, escenografía de Robert Manuel
- 1958 : Domino, de Marcel Achard, escenografía de Jean Meyer
- 1962 : Troupe du Roy, homenaje a Molière, escenografía de Paul-Émile Deiber

#### Ajeno a laComédie-Française
- 1968 : La Locomotive, deAndré Roussin, escenografía del autor, Théâtre des Célestins
- 1969 : Le Marchand de soleil, de Robert Thomas y Jacques Mareuil, escenografía de Robert Manuel, Teatro Mogador
- 1970 : L'amour masqué, de Sacha Guitry y André Messager, escenografía de Jean-Pierre Grenier, con Jean Marais, Théâtre du Palais-Royal
- 1971 : La Maison de Zaza, de Gaby Bruyère, escenografía de Robert Manuel, Théâtre des Nouveautés
- 1973 : La Purée, de Jean-Claude Eger, escenografía de Robert Manuel, Théâtre des Nouveautés y Théâtre Fontaine
- 1974 : La Mamma, escrita y dirigida por André Roussin, Théâtre Édouard VII
- 1975 : Les Deux Vierges, de Jean-Jacques Bricaire y Maurice Lasaygues, escenografía de Robert Manuel, Théâtre des Nouveautés
- 1976 : Les Deux Vierges, de Jean-Jacques Bricaire y Maurice Lasaygues, escenografía de Robert Manuel, Théâtre des Célestins
- 1987 : Ponce Pilate, procureur de Judée, de Jean-Marie Pélaprat, escenografía de Robert Manuel, espectáculo representado a bordo del Mermoz

### Director
- La Fessée, de Jean de Létraz, Théâtre du Gymnase Marie-Bell
- 1949 : Las preciosas ridículas, de Molière, Comédie-Française
- 1956 : Crispin rival de son maître, de Alain-René Lesage, Comédie-Française
- 1957 : Mademoiselle, de Jacques Deval, Comédie-Française
- 1957 : La Prétentaine, de Jacques Deval, Espace Cardin
- 1958 : El enfermo imaginario de Molière, Comédie-Française
- 1959 : Les croulants se portent bien, de Roger Ferdinand, Théâtre Michel
- 1960 : Gigi, de Colette, Théâtre Antoine
- 1960 : Les Assassins du bord de mer, de Jean Guitton, Théâtre Verlaine
- 1961 : OSS 117, de Jean Bruce, La Pépinière-Théâtre
- 1961 : Que les hommes sont chers !, de Jaime Silas, Théâtre Daunou
- 1962 : Les croulants se portent bien, de Roger Ferdinand, Théâtre Michel
- 1962 : Le Guilledou, de Michael Clayton Hutton, Théâtre Michel
- 1963 : Così fan tutte, de Wolfgang Amadeus Mozart, Teatro del Ambigu-Comique
- 1966 : La Prétentaine, de Jacques Deval, Théâtre Marigny
- 1969 : Voyage à trois, de Jean de Létraz, Théâtre Édouard VII
- 1969-1970 : Le Marchand de soleil, de Robert Thomas, Jacques Mareuil, y Henri Betti, Teatro Mogador
- 1971 : La Maison de Zaza, de Gaby Bruyère, Théâtre des Nouveautés
- 1972 : Le Plaisir conjugal, de Albert Husson, Théâtre de la Madeleine
- 1973 : La Purée, de Jean-Claude Eger, Théâtre des Nouveautés y Théâtre Fontaine
- 1975 : Les Deux Vierges, de Jean-Jacques Bricaire y Maurice Lasaygues, Théâtre des Nouveautés
- 1981 : Et ta sœur ?..., de Jean-Jacques Bricaire y Maurice Lasaygue, Théâtre Daunou
- 1987 : Ponce Pilate, procureur de Judée, de Jean-Marie Pélaprat, espectáculo representado en el Mermoz
- 1995 : La escuela de las mujeres, de Molière

## Filmografía

### Cine
- 1935 : La Petite Sauvage, de Jean de Limur
- 1936 : Salónica, nido de espías, de Georg-Wilhelm Pabst
- 1938 : Orage, de Marc Allégret
- 1938 : La Marseillaise, de Jean Renoir
- 1938 : Le Drame de Shanghaï, de Georg Wilhelm Pabst
- 1939 : Jeunes Filles en détresse, de Georg Wilhelm Pabst
- 1946 : Le Capitan, de Robert Vernay
- 1950 : La Valse de Paris, de Marcel Achard
- 1955 : Napoléon, de Sacha Guitry
- 1955 : Rififí, de Jules Dassin
- 1955 : Le Fils de Caroline chérie, de Jean Devaivre
- 1955 : Milord l'Arsouille, de André Haguet
- 1956 : Si Paris nous était conté, de Sacha Guitry
- 1956 : C'est arrivé à Aden, de Michel Boisrond
- 1956 : Voici le temps des assassins, de Julien Duvivier
- 1957 : Comme un cheveu sur la soupe, de Maurice Régamey
- 1957 : Police judiciaire, de Maurice de Canonge
- 1957 : Le Gorille vous salue bien, de Bernard Borderie
- 1958 : Le Désordre et la Nuit, de Gilles Grangier
- 1958 : Le Bourgeois gentilhomme, de Jean Meyer
- 1958 : La Vie à deux, de Clément Duhour
- 1959 : Croquemitoufle, de Claude Barma
- 1960 : Certains l'aiment froide, de Jean Bastia
- 1960 : La Dragée haute, de Jean Kerchner
- 1960 : Recourse in Grace, de László Benedek
- 1960 : Candide ou l'Optimisme au XXe siècle, de Norbert Carbonnaux
- 1961 : 21 rue Blanche à Paris, de Quincy Albicoco y Claude-Yvon Leduc
- 1962 : Mi novia es otra, de Jean Jabely
- 1962 : Die dreigroschenoper, de Wolfgang Staudte
- 1962 : Un clair de lune à Maubeuge, de Jean Chérasse
- 1963 : Les Femmes d'abord, de Raoul André
- 1963 : Chasse à la Mafia, de Jesús Franco
- 1963 : El tulipán negro, de Christian-Jaque
- 1964 : Une souris chez les hommes, de Jacques Poitrenaud
- 1965 : Cent briques et des tuiles, de Pierre Grimblat
- 1965 : Viheltäjät, de Eino Ruutsalo
- 1965 : Coplan FX 18 casse tout, de Riccardo Freda
- 1967 : L'Homme qui trahit la mafia, de Charles Gérard
- 1969 : Les Gros Malins, de Raymond Leboursier
- 1977 : La Fille d'Amérique, de David Newton
- 1978 : Judith Therpauve, de Patrice Chéreau
- 1982 : Le Bourgeois gentilhomme, de Roger Coggio
- 1983 : La vie est un roman, de Alain Resnais
- 1984 : The Razor's Edge, de John Byrum
- 1987 : Vent de panique',' de Bernard Stora
- 1992 : À demain, de Didier Martiny

### Televisión
- 1956 : La Puce à l'oreille
- 1959 : La Malade imaginaire
- 1963 : La Route
- 1964 : Mademoiselle Molière
- 1964 : Assurance de mes sentiments les meilleurs
- 1965 : La Misère et la Gloire
- 1968 : L'Homme de l'ombre, de Guy Jorré, episodio L'Aventure
- 1969 : Le Modèle
- 1969 : Le Trésor des Hollandais
- 1971 : Donogoo
- 1972 : Les Évasions célèbres, de Christian-Jaque: Napoléon Ier
- 1974 : L'or et la fleur
- 1977 : La Famille Cigale
- 1980 : Comme chien et chat
- 1984 : Les Enquêtes du commissaire Maigret, episodio Maigret se défend, de Georges Ferraro
- 1984 : Les Enquêtes du commissaire Maigret, episodio La Patience de Maigret, de Alain Boudet
- 1984 :  La Dictée
- 1993 : The Young Indiana Jones Chronicles

### Au théâtre ce soir

#### Actor
- 1966 : Les Pigeons de Venise, de Albert Husson, escenografía de Jacques Mauclair, dirección de Pierre Sabbagh, Théâtre Marigny
- 1967 : Treize à table, de Marc-Gilbert Sauvajon, escenografía del autor, dirección de Pierre Sabbagh, Théâtre Marigny
- 1967 : Les J 3, de Roger Ferdinand, escenografía de Robert Manuel, dirección de Pierre Sabbagh, Théâtre Marigny
- 1968 : Monsieur Le Trouhadec saisi par la débauche, de Jules Romains, escenografía de Robert Manuel, dirección de Pierre Sabbagh, Théâtre Marigny
- 1968 : Le Dindon, de Georges Feydeau, escenografía de Jean Meyer, dirección de Pierre Sabbagh, Théâtre Marigny
- 1971 : Colinette, de Marcel Achard, escenografía de Pierre Mondy, dirección de Pierre Sabbagh, Théâtre Marigny
- 1971 : La Pèlerine écossaise, de Sacha Guitry, escenografía de Robert Manuel, dirección de Pierre Sabbagh, Théâtre Marigny
- 1972 : Le Gendre de monsieur Poirier, de Jules Sandeau y Émile Augier, escenografía de Robert Manuel, dirección de Pierre Sabbagh, Théâtre Marigny
- 1972 : L'École des contribuables, de Louis Verneuil et Georges Berr, escenografía de Robert Manuel, dirección de Pierre Sabbagh, Théâtre Marigny
- 1973 : Maître Bolbec et son mari, de Georges Berr y Louis Verneuil, escenografía de Robert Manuel, dirección de Georges Folgoas, Théâtre Marigny
- 1973 : La Purée, de Jean-Claude Eger, escenografía de Robert Manuel, dirección de Georges Folgoas, Théâtre Marigny
- 1975 : El sistema Ribadier, de Georges Feydeau, escenografía de Robert Manuel, dirección de Pierre Sabbagh, Théâtre Édouard VII
- 1975 : Inspecteur Grey, de André Faltianni y Alfred Gragnon, escenografía de Robert Manuel, dirección de Pierre Sabbagh, Théâtre Édouard VII
- 1975 : La Rabouilleuse, de Émile Fabre a partir de Honoré de Balzac, escenografía de Robert Manuel, dirección de Pierre Sabbagh, Théâtre Édouard VII
- 1976 : Xavier ou l'héritier des Lancestre, de Jacques Deval, escenografía de Robert Manuel, dirección de Pierre Sabbagh, Théâtre Édouard VII
- 1977 : Les Deux Vierges, de Jean-Jacques Bricaire y Maurice Lasaygues, escenografía de Robert Manuel, dirección de Pierre Sabbagh, Théâtre Marigny
- 1977 : L'Avocat du diable, de Roger Saltel, escenografía de Robert Manuel, dirección de Pierre Sabbagh, Théâtre Marigny
- 1979 : Le Train pour Venise, de Louis Verneuil y Georges Berr, escenografía de Robert Manuel, dirección de Pierre Sabbagh, Théâtre Marigny
- 1979 : Mon crime, de Louis Verneuil y Georges Berr, escenografía de Robert Manuel, dirección de Pierre Sabbagh, Théâtre Marigny
- 1979 : La Route des Indes, de Jacques Deval, escenografía de Robert Manuel, dirección de Pierre Sabbagh, Théâtre Marigny
- 1980 : La Prétentaine, de Jacques Deval, escenografía de Robert Manuel, dirección de Pierre Sabbagh, Théâtre Marigny
- 1980 : Divorçons, de Victorien Sardou, escenografía de Robert Manuel, dirección de Pierre Sabbagh, Théâtre Marigny
- 1980 : La Maîtresse de bridge, de Louis Verneuil, escenografía de Robert Manuel, dirección de Pierre Sabbagh, Théâtre Marigny
- 1980 : Une sacrée famille, de Louis Verneuil, escenografía de Robert Manuel, dirección de Pierre Sabbagh, Théâtre Marigny
- 1981 : Mademoiselle ma mère, de Louis Verneuil, escenografía de Robert Manuel, dirección de Pierre Sabbagh, Théâtre Marigny
- 1981 : Le Traité d'Auteuil, de Louis Verneuil, escenografía de Robert Manuel, dirección de Pierre Sabbagh, Théâtre Marigny
- 1981 : Monsieur Vernet, de Jules Renard, escenografía de Robert Manuel, dirección de Pierre Sabbagh, Théâtre Marigny
- 1981 : La Cruche, de Georges Courteline y Pierre Wolff, escenografía de Robert Manuel, dirección de Pierre Sabbagh, Théâtre Marigny
- 1984 : Le soleil n'est plus aussi chaud qu'avant, de Aldo Nicolaj, escenografía de Robert Manuel, dirección de Pierre Sabbagh, Théâtre Marigny
- 1984 : Nono, de Sacha Guitry, escenografía de Robert Manuel, dirección de Pierre Sabbagh, Théâtre Marigny
- 1984 : Georges Courteline au travail, de Sacha Guitry, y Boubouroche de Georges Courteline, escenografía de Robert Manuel, dirección de Pierre Sabbagh, Théâtre Marigny
- 1984 : Don Juan, de Molière, escenografía de Robert Manuel, dirección de Pierre Sabbagh, Théâtre Marigny

#### Escenógrafo
- 1966 : La Prétentaine, de Jacques Deval, dirección de Pierre Sabbagh, Théâtre Marigny
- 1968 : La Duchesse d'Algues, de Peter Blackmore, dirección de Pierre Sabbagh, Théâtre Marigny
- 1968 : J'ai 17 ans, de Paul Vendenberghe, dirección de Pierre Sabbagh, Théâtre Marigny
- 1968 : Les Compagnons de la Marjolaine, de Marcel Achard, dirección de Pierre Sabbagh, Théâtre Marigny
- 1968 : Liberté provisoire, de Michel Duran, dirección de Pierre Sabbagh, Théâtre Marigny
- 1969 : Une femme ravie, de Louis Verneuil, dirección de Pierre Sabbagh, Théâtre Marigny
- 1969 : Bichon, de Jean de Létraz, dirección de Pierre Sabbagh, Théâtre Marigny
- 1970 : Les croulants se portent bien, de Roger Ferdinand, dirección de Pierre Sabbagh, Théâtre Marigny
- 1972 : Le Fils d'Achille, de Claude Chauvière, dirección de Pierre Sabbagh, Théâtre Marigny
- 1972 : Lysistrata, de Albert Husson a partir de Lisístrata de Aristófanes, dirección de Georges Folgoas, Théâtre Marigny
- 1974 : Ô mes aïeux !, de José-André Lacour, dirección de Georges Folgoas, Théâtre Marigny
- 1974 : La Mare aux canards, de Marc Cab y Jean Valmy, dirección de Georges Folgoas, Théâtre Marigny
- 1976 : Le Guilledou, de Michael Clayton Hutton, dirección de Pierre Sabbagh, Théâtre Édouard VII
- 1976 : Le Monsieur qui a perdu ses clés, de Michel Perrin, dirección de Pierre Sabbagh, Théâtre Édouard VII
- 1978 : Le Nouveau Testament, de Sacha Guitry, dirección de Pierre Sabbagh, Théâtre Marigny
- 1978 : L'Amant de cœur, de Louis Verneuil, dirección de Pierre Sabbagh, Théâtre Marigny
- 1979 : Bataille de dames, de Eugène Scribe y Ernest Legouvé, dirección de Pierre Sabbagh, Théâtre Marigny
- 1982 : Un dîner intime, de Yves Chatelain, dirección de Pierre Sabbagh, Théâtre Marigny
- 1982 : Jean de la Lune, de Marcel Achard, dirección de Pierre Sabbagh, Théâtre Marigny
- 1982 : Et ta sœur ?, de Jean-Jacques Bricaire y Maurice Lasaygues, dirección de Pierre Sabbagh, Théâtre Marigny
- 1984 : J'y suis, j'y reste, de Raymond Vincy y Jean Valmy, dirección de Pierre Sabbagh, Théâtre Marigny

## Publicaciones
- Qu'allais-je faire dans cette galère ? Robert Manuel, éditions Émile-Paul, 1975 BnF 362614782
- Manuel, Robert (1985).  Pygmalion, ed. Merci Molière (en francés). París. ISBN 978-2-857-04199-3.
- Manuel, Robert; Marie-Silvia Manuel (2001).  Séguier, ed. Poquelin par Molière : entretiens avec l'homme et l'artiste (en francés). París. ISBN 978-2-840-49192-7.